# NLite
nLite, vLite и NTLite — утилиты для создания дистрибутивов[прояснить] операционных систем семейства Windows, начиная от Windows 2000 и заканчивая Windows 11, с набором компонентов и настроек, заданных пользователем.
NLite предназначен для конфигурирования ОС семейства Windows NT 5.х: Windows 2000, Windows XP и Windows Server 2003, vLite - для NT 6.0 - Windows Vista, NTLite - для остальных ОС семейства NT 6.x: Windows 7, Windows 8, Windows 10, Windows 11.

## Возможности программ
- Сохранение параметров работы программ, экспорт в файл и загрузка параметров из файла
- Интеграция пакетов обновления Windows в дистрибутив.
- Интеграция драйверов устройств в дистрибутив.
- Удаление отдельных компонентов Windows из дистрибутива, благодаря чему может быть уменьшен размер дистрибутива и увеличена скорость работы системы.
- Тонкая настройка системы.
- Настройка служб Windows, удаление ненужных служб.
- Изменение папок, в которые будет устанавливаться система, а также имён учётных записей по умолчанию.
- Патчи драйверов Windows, с помощью которых можно изменить параметры системы, недоступные для настройки стандартными средствами (например: поддержка тем сторонних производителей, изменение частоты опроса портов USB и т. д.).
- Многоязычный интерфейс.

## Замечания по работе программ
- Следует с осторожностью подходить к удалению компонентов Windows, так как во многих случаях удаление даже одиночных компонентов может сделать другие программы неработоспособными. Например, многие программы используют ядро Internet Explorer, поэтому, даже если вы используете браузер стороннего производителя, компоненты ядра Internet Explorer следует удалять только в том случае, если вы на 100 % уверены в том, что не будете пользоваться зависящими от него программами. Следует также осторожно относиться к удалению драйверов и системных служб, так как их удаление может повлечь за собой полную неработоспособность операционной системы.
- Для работы программ nLite и vLite требуются установленные библиотеки .NET Framework версии 2.0, NTLite не требует установки дополнительных программ и существует в 32- и 64-битной редакциях.